# Papryka peperoni

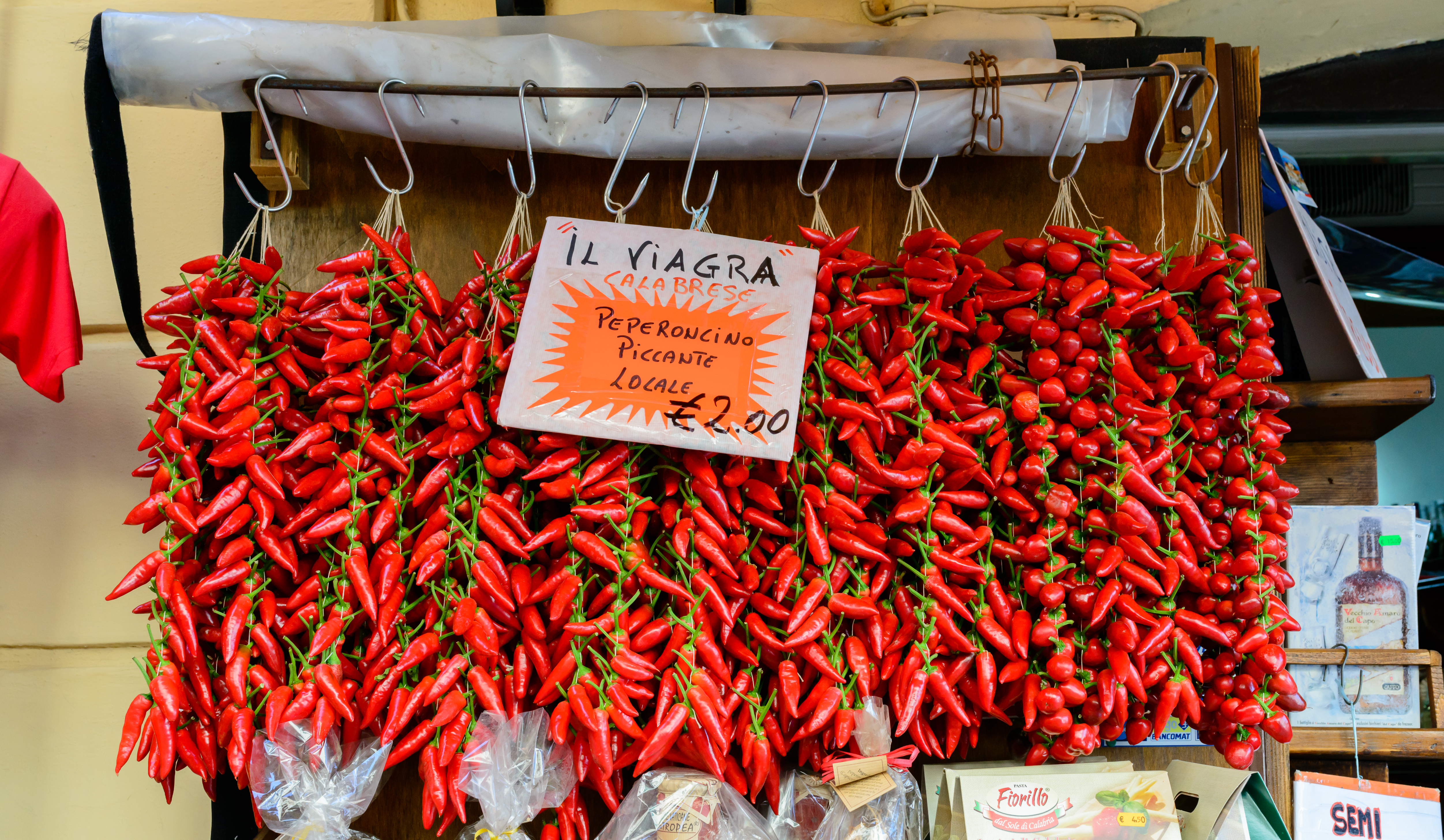
Papryka peperoni

Peperoni, niekiedy też feferoni – typowe dla włoskiej kuchni kultywary papryki rocznej, charakteryzujące się podłużnym smukłym kształtem i smakiem od lekko pikantnego do ostrego. W samych Włoszech ostra papryka nazywana jest peperoncino (l.mn. peperoncini). W Stanach Zjednoczonych pod wpływem angielskiego rzeczownika pepper (pieprz, papryka) wewnętrzne p jest dublowane, stąd też można tam spotkać nazwy pepperoni i pepperoncino.
Peperoni jest częstym składnikiem pikantnych odmian pizzy lub sosów salsa.
Za reprezentatywną odmianę peperoni uważana jest papryka z Kalabrii nazywana kalabryjską Viagrą. Jej ostrość wynosi od 15,000 do 30,000 w skali Scoville'a. Jest, obok pomidorów, głównym składnikiem sosu arrabbiata.
Nazwa peperoni, choć poza Italią przyjęła się jako rzeczownik w liczbie pojedynczej, pochodzi od liczby mnogiej włoskiego rzeczownika peperone, oznaczającego paprykę jako rodzaj warzywa, bez względu na jej kształt i ostrość. W wyniku tego w kraju tym, nazwa ta dotyczy dowolnej odmiany papryki, w tym klasyfikowanej jako słodka, frigitello.